# Championnats de France d'escrime 2018
Navigation
Édition précédente Édition suivante
Les championnats de France d'escrime 2018 ont eu lieu sur trois week-ends, les 5 mai et 6 mai à Charleville-Mézières, les 26 mai et 27 mai à Strasbourg puis les 9 et 10 juin à Amiens. Six épreuves figurent au programme, trois masculines et trois féminines.

## Liste des épreuves
- Sabre masculin et sabre féminin :
  - les épreuves ont eu lieu à Charleville-Mézières les 5 et 6 mai 2018 en même temps que les épreuves par équipes.
- Fleuret masculin et fleuret féminin :
  - les épreuves ont eu lieu à Strasbourg les 26 et 27 mai 2018 en même temps que les épreuves par équipes.
- Épée masculine et épée féminine :
  - les épreuves ont eu lieu à Amiens les 9 et 10 juin 2018 en même temps que les épreuves par équipes.

## Médaillés
| Épreuves           | Or                                                                                       | Argent                                                                                                   | Bronze |
| ------------------ | ---------------------------------------------------------------------------------------- | --- | --- |
| Épée               |                                                                                          | | |
| Hommes individuel  | Yannick Borel Levallois SC                                                               | Daniel Jérent Levallois SC                                                                               | Julien Granet SC Colmar Grégory Bon PUC Escrime                                                                |
| Hommes par équipes | Levallois SC- Daniel Jérent - Yannick Borel - Ronan Gustin - Virgile Marchal             | Escrime Saint Gratien- Arthur Philippe - Alex Fava - Nelson Lopez-Pourtier - Jhon Édison Rodríguez       | Tourcoing- Guillaume Fleury - Léo Lepers - Valentin Sannier - Bas Verwijlen                                    |
| Femmes individuel  | Marie-Florence Candassamy Paris UC                                                       | Lauren Rembi AS Bondy Escrime                                                                            | Joséphine Jacques-André-Coquin AS Bondy Escrime Auriane Mallo Escrime Saint-Gratien                            |
| Femmes par équipes | Beauvais ACA- Charline Boukhelifa - Ewa Nelip - Mélissa Goram - Hélène Ngom              | Escrime Saint-Gratien- Fanny Depanian - Marie-Gabrielle Fayolle - Auriane Mallo - Sara Fernandez-Calleja | Paris UC- Marie-Florence Candassamy - Camille Hazard - Camille Lamarche                                        |
| Fleuret            |                                                                                          | | |
| Hommes individuel  | Enzo Lefort CE Melun Val de Seine                                                        | Julien Mertine Rueil-Malmaison                                                                           | Erwann Le Péchoux Escrime Pays d'Aix Benoît Journet Escrime Club Trappes                                       |
| Hommes par équipes | Pays d'Aix Escrime- Erwann Auclin - Alexander Massialas - Erwan Le Péchoux - Maxime Adam | CE Melun Val de Seine- Peter Joppich - Enzo Lefort - Baptiste Mourrain - Wallerand Roger                 | Issy-les-Moulineaux Mousquetaires- Maximilien Chastanet - Francesco Ingargiola - Maxime Pauty - Alexandre Sido |
| Femmes individuel  | Ysaora Thibus BLR 92                                                                     | Pauline Ranvier CE Melun Val de Seine                                                                    | Anita Blaze Aubervilliers Escrime Club Jéromine Mpah-Njanga Antony SE                                          |
| Femmes par équipes | BLR 92- Alice Volpi - Chloé Jubenot - Clarisse Luminet - Ysaora Thibus                   | CE Melun Val de Seine- Astrid Guyart - Pauline Ranvier - Chiara Cini - Julie Mienville                   | Issy-les-Moulineaux Mousquetaires- Maéva Rancurel - Marie Duchesne - Mérédith Guillaume - Martina Sinigalia    |
| Sabre              |                                                                                          | | |
| Hommes individuel  | Boladé Apithy Dijon CE                                                                   | Vincent Anstett Souffelweyersheim Escrime Club                                                           | Édouard Barloy Roubaix CE Maxence Lambert Tarbes                                                               |
| Hommes par équipes | Souffelweyersheim EC- Vincent Anstett - François Regent - Enrico Berrè - Tom Seitz       | Dijon CE- Boladé Apithy - Yémi Apithy - Nicolas Rousset - Thomas Leveque                                 | Joué-lès-Tours- Xavier Haberer - Edern Annic - Arthur Zatko - Shaul Gordon                                     |
| Femmes individuel  | Manon Brunet CE Orléans                                                                  | Margaux Rifkiss Maisons-Alfort                                                                           | Cécilia Berder CE Orléans Laura Reguigne CE Orléans                                                            |
| Femmes par équipes | CE Orléans- Cécilia Berder - Manon Brunet - Laura Reguigne - Margaux Gimalac             | Strasbourg USM- Margaux Thiebaut - Charlotte Lembach - Sarah Noutcha - Méline Zwingelstein               | Maisons-Alfort- Margaux Rifkiss - Rachel Pallot - Sarah Bouron - Lisa Croiset                                  |